# Kościół św. Piotra Apostoła w Międzyzdrojach
Kościół Świętego Piotra Apostoła w Międzyzdrojach – zabytkowy ceglany, rzymskokatolicki kościół parafialny z 1862 roku położony na północnym zboczu Wzgórz Piastowskich, przy ulicy Lipowej w Międzyzdrojach. Należy do dekanatu Świnoujście.

## Historia
Neogotycka świątynia zbudowana została na ówczesnym Königsberg od 1859 lub 1860 do 1862, wspólnego projektu architekta i urzędnika, Fryderyka Augusta Stülera i króla Prus Fryderyka Wilhelma IV. Król był również głównym fundatorem świątyni, pokrył 2/3 kosztów budowy. W czasach powojennych świątynia poświęcona została 28 czerwca 1946 roku przez ksiądz Aleksander Jaworskiego. W 1980 roku zatwierdzono jego rozbudowę o pomieszczenia katechetyczne i kaplicę, którą poświęcono 2 grudnia 1984 roku. Parafię erygowano w 1949 lub 1951 roku (1 czerwca), a prowadzone od tego czasu księgi metrykalne przechowywane są w parafii. W latach 80. i 90. XX w. dokonano rozbudowy kościoła, według projektu Adama Szymskiego, łączącego formy nowoczesne z neogotyckimi. Od 2000 r. po prawej stronie ołtarza relikwiarz ze szczątkami św. Jadwigi Śląskiej, św. Faustyny Kowalskiej, św. Alberta Chmielowskiego, św. Rafała Kalinowskiego i bł. Bernardyny Jabłońskiej.

## Opis
Kościół, zaprojektowany w stylu neogotyckim, zbudowany na planie czworoboku, z trójbocznie zamkniętym prezbiterium, wyodrębnione, niższym i węższym od nawy. W północno-zachodnim narożniku znajduje się trzykondygnacyjna wieża na planie ośmioboku, zwieńczona ostrosłupowym hełmem, na której umieszczono trzy dzwony z 1920 roku. Szczyt wschodni jest profilowany i zdobią go sterczyny, a zachodni dodatkowo z okrągłą rozetą z witrażem.
Nad wejściem przy wieży i na szczycie zachodnim mieści się empora muzyczna z prospektem organowym opierająca się na arkadach. Organy pochodzą z roku 1862. W narożniku empory znajduje się ceramiczna figura patrona parafii, św. Piotra Apostoła.

Wnętrze świątyni jest salowe, z dwoma nawami, z których północna została przedzielona emporą. Wewnątrz kościoła znajduje się podwyższony drewniany strop, który jest belkowany i otwarty.

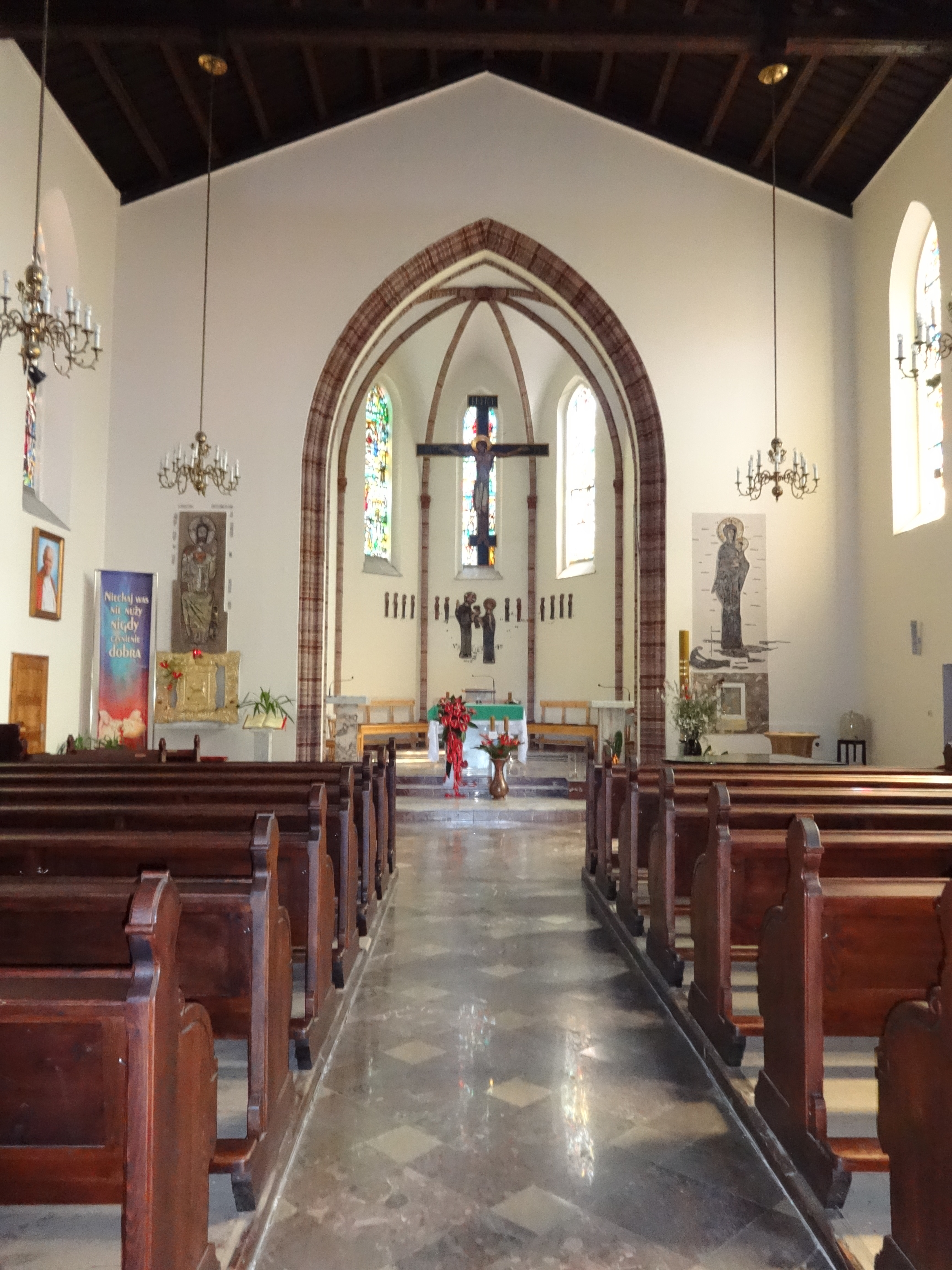
Wnętrze świątyni

Z pierwotnego wyposażenia protestanckiego ocalały dwa obrazy olejne, z połowy XIX w., pierwszy z ołtarza głównego, obecnie na ścianie wschodniej empory północnej, przedstawiający Chrystusa chodzącego po morzu i św. Piotra tonącego (wymiary 220 cm x 140 cm). Drugi obraz z Chrystusem w Ogrójcu (136 cm x 80 cm) wisi przy schodkach na emporę. Z tego samego okresu zachował się również drewniany krucyfiks.
Reszta wyposażenia (obrazy mozaikowe, witraże, droga krzyżowa) i dekoracji jest nowa, projektowana przez artystów Kołodziejczyka, Pudełko i Bardońską (witraże w oknach bocznych). W prezbiterium znajdują się trzy witraże autorstwa Józefa Kołodziejczyka i Ernesta Pudełko, przedstawiające sceny z Nowego Testamentu. Ci sami artyści zaprojektowali mozaikę ukazującą przekazanie władzy św. Piotrowi, która zdobi ścianę prezbiterium, oraz mozaiki przedstawiające Jezusa Miłosiernego i Międzyzdrojską Matkę Bożą Świętych.
W kościele znajduje się kamienna chrzcielnica z misą ozdobioną mozaiką z motywem ryby – symbolem pierwszych chrześcijan. Marmurowy ołtarz, kropielnica i inne sprzęty marmurowe zostały wykonane przez mistrza kamieniarskiego Zdzisława Chowańskiego z Gorzowa Wielkopolskiego.
W świątyni umieszczono również obrazy bł. Jana Pawła II, „Panie, ratuj mnie!” i „Jezus w Ogrodzie Oliwnym”. W ostrołukowych oknach znajdują się witraże przedstawiające sceny biblijne, takie jak chrzest w Jordanie, Narodzenie Chrystusa i Nawiedzenie Najświętszej Maryi Panny, a także postaci proroków i świętych, w tym Mojżesza i św. Maksymiliana Marii Kolbego.
Codziennie o godz. 12:00 z wieży kościoła odtwarzany jest Hejnał Międzyzdrojów skomponowany przez Jaromira Gajewskiego.
Na przykościelnym terenie znajdują się drewniane stacje Drogi Krzyżowej oraz kapliczka z figurą Maryi Bogomyślnej z Dzieciątkiem Jezus.